# Caridina pareparensis
Caridina pareparensis is een garnalensoort uit de familie van de Atyidae. De wetenschappelijke naam van de soort is voor het eerst geldig gepubliceerd in 1892 door De Man.